# گلزار بولخانی
گلزار بولخانی (به انگلیسی: Gulzar Bhulkani) یک منطقهٔ مسکونی در پاکستان است. گلزار بولخانی ۷۳ متر بالاتر از سطح دریا واقع شده‌است.